# 올림픽 통가 선수단
올림픽 통가 선수단은 통가 대표로 올림픽에 참가하는 선수단이다. 통가는 하계 올림픽에 8번, 동계 올림픽에 2번 참가했다. 1996년 애틀랜타에서 열린 슈퍼 헤비급 91kg 챔피언십에서 슈퍼 헤비급 복서 파에아 울프그램(Paea Wolfgramm)이 은메달을 획득하면서 하계 올림픽에서 올림픽 메달을 획득한 가장 작은 독립 국가가 되었다.
통가는 2010년 동계 올림픽 대표단 참가를 모색했는데, 이는 통가가 동계 올림픽에 처음으로 참가하는 일이었다. 통가 아마추어 스포츠 협회(TASA)는 루지 종목에 출전할 선수 1명을 파견할 계획이라고 발표했다. 2008년 12월, 두 명의 남자 선수(푸아헤아 세미(Fuahea Semi)와 타니엘라 투풍가(Taniela Tufunga))가 훈련을 위해 독일로 여행하도록 선택되었지만 그 중 단 한 명만이 올림픽에 출전하게 되었다. 세미는 결국 통가의 올림픽 출전 후보로 선정되었고, 그의 독일 후원자들은 "브루노 바나니"(Bruno Banani)라는 새로운 이름으로 소개했다. 그러나 그는 예선 최종 라운드에서 탈락하여 2010년 올림픽에 출전하겠다는 왕국의 희망을 무너뜨리는 데 실패했다. 바나니는 2014년 러시아 소치 동계 올림픽에 출전하여 동계 올림픽에 참가한 최초의 통가 선수가 되었다.

## 종목별 메달 집계
| 종목 |   |   |   | 합계 |
| ---- | - | - | - | ---- |
| 복싱 | 0 | 1 | 0 | 1    |
| 합계 | 0 | 1 | 0 | 1    |

## 메달리스트 목록
| 메달   | 선수            | 대회            | 종목 | 세부종목      |
| ------ | --------------- | --------------- | ---- | ------------- |
| 은메달 | 파에아 올프그람 | 1996년 애틀랜타 | 복싱 | 남자 최중량급 |

## 같이 보기
- 동계 올림픽에 참가한 열대 국가